# Johann Benjamin Brühl
Johann Benjamin Brühl  (* 1691; † 12. Mai 1763) war ein deutscher Kupferstecher und Notenstecher.

## Leben und Wirken
Brühl war der Sohn des Formschneiders Nikolaus Brühl und beantragte als Kupferstecher, von Weißenfels kommend, im Jahr 1717 das Bürgerrecht in Leipzig. Er arbeitete und lebte lange Zeit gemeinsam mit seinem Vater, dem Formenschneider Nikolaus Brühl. Ab 1732 war er im Kleinen Fürstenkollegium ansässig, wo er auch nach dem Tod des Vaters wohnen blieb.
Brühl stach vor allem Porträts nach Gemälden berühmter Zeitgenossen wie beispielsweise für den Philosophen  Christian Wolff, den Mediziner Christoph von Hellwig, den Rechtswissenschaftler Johann Samuel Stryk, den Numismatiker Christian Schlegel oder den Geografen Johann Gottfried Gregorii. Auch Buchillustrationen und Ansichten gehörten zu seinem Repertoire.
Als Künstler war er anspruchsvoll und nahm recht hohe Preise. Johann Sebastian Bach konnte sich deshalb seine Dienste nicht leisten. Brühls Arbeiten blieben jedoch hinter seinem Anspruch zurück und weisen auf „ein bescheidenes Talent, dessen Können nicht über das Handwerksmäßige hinausging“ hin. Brühl starb im Alter von 72 Jahren als Almosenman.

Werkauswahl
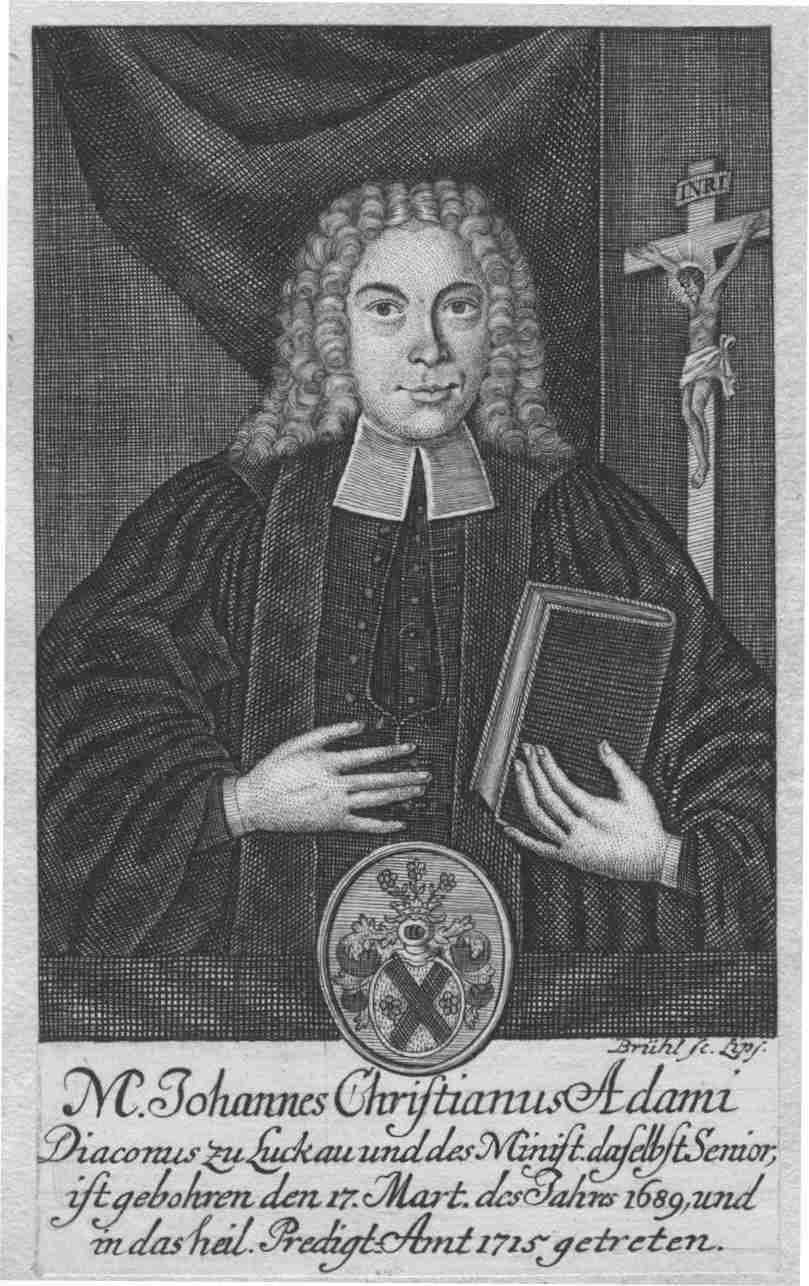
Porträt Johann Christian Adami
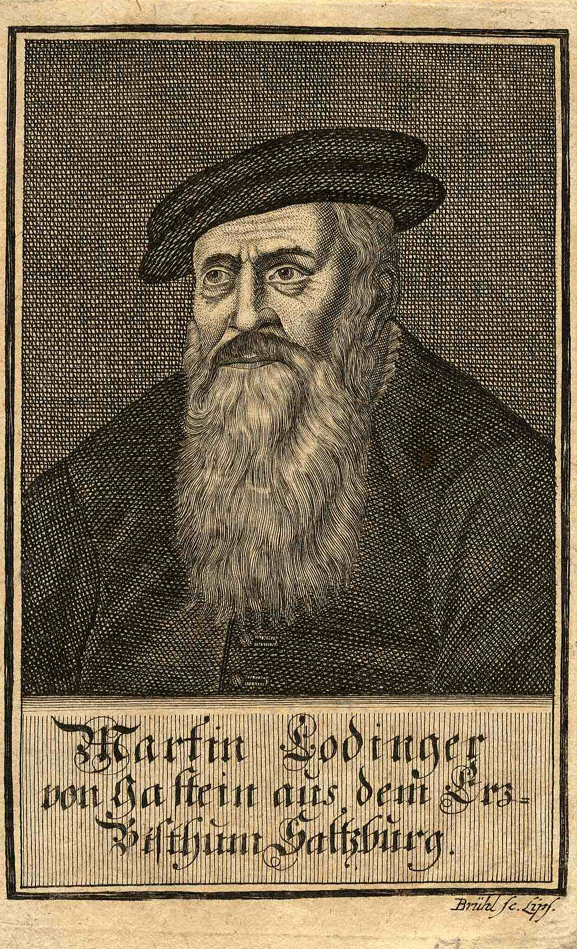
Porträt Martin Lodinger
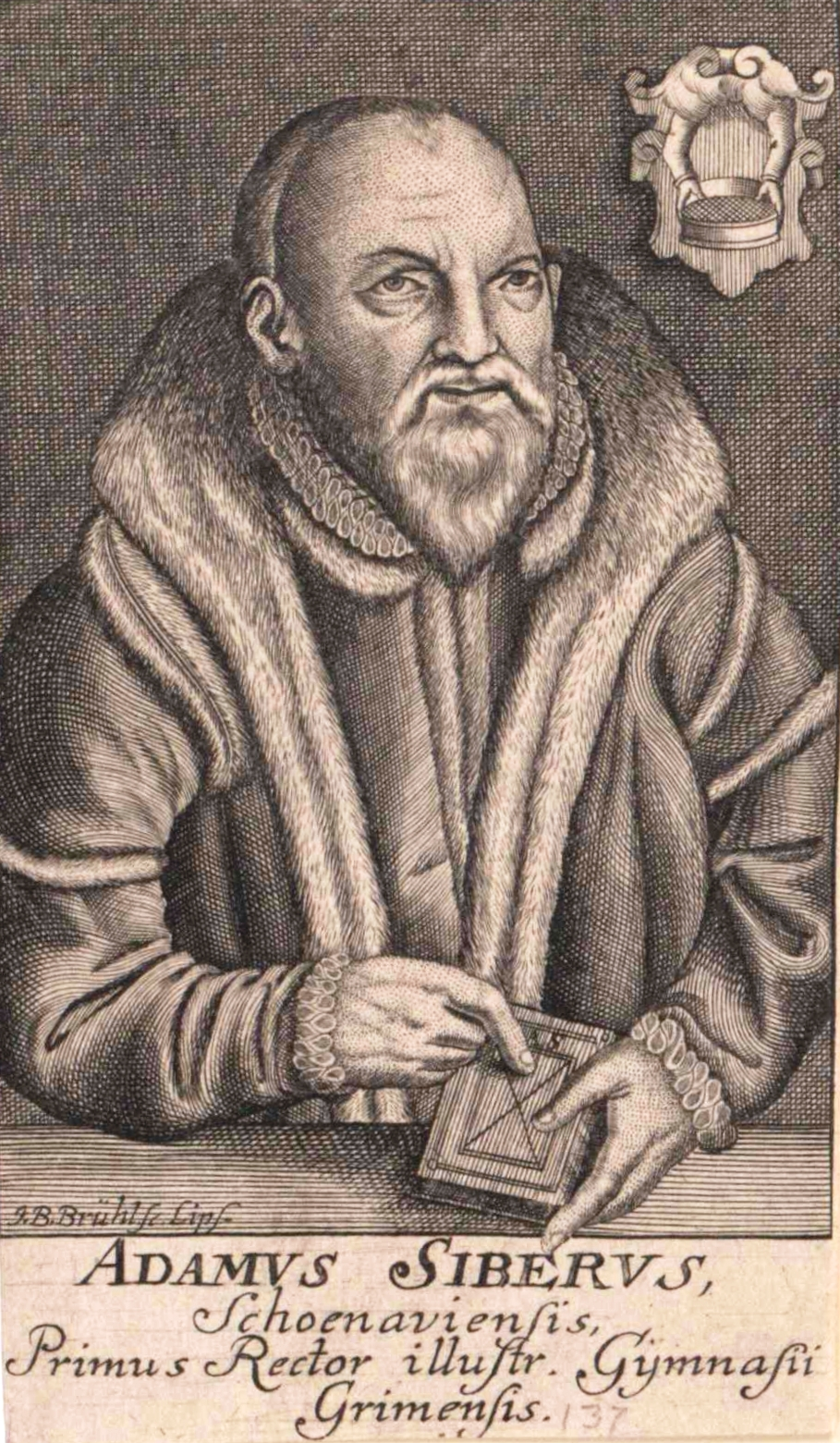
Porträt Adam Siber